# Lehe, Dithmarschen
Lehe là một đô thị thuộc huyện Dithmarschen, trong bang Schleswig-Holstein, nước Đức. Đô thị Lehe, Dithmarschen có diện tích 18,63 km², dân số thời điểm 31 tháng 12 năm 2006 là 1116 người.